# Vulcanella annulata
Vulcanella annulata är en svampdjursart som först beskrevs av Carter 1880.  Vulcanella annulata ingår i släktet Vulcanella och familjen Pachastrellidae. Inga underarter finns listade i Catalogue of Life.